# Уэст, Дороти
Дороти Уэст (англ. Dorothy West; 2 июня 1907, Бостон, Массачусетс, США — 17 августа 1998, Бостон, Массачусетс, США) — американская писательница, участница культурного движения Гарлемский ренессанс. Уэст наиболее известна своими произведения о жизни афроамериканцев, особенно рассказами и романами.

## Биография

### Детство и образование
Дороти Уэст родилась в Бостоне, Массачусетс 2 июня 1907 года. Её родителями были бывший раб Исаак Кристофер Уэст и Рэйчел Уэст (урождённая Бенсон). Её отец смог стать успешным бизнесменом, поэтому семья Уэст была одной из немногих богатых афроамериканских семей.
В подростковом возрасте Уэст часто участвовала в литературных конкурсах. Благодаря своему таланту и достатку семьи она могла изучать журналистику и философию в Колумбийском университете, а также учиться в Бостонском университете.

### Гарлемский Ренессанс
Когда Уэст переехала в Нью-Йорк, она познакомилась со многими другими афроамериканскими писателями, музыкантами и художниками, включая Лэнгстона Хьюза, Зору Ниэл Хёрстон, Уоллеса Турмана (Wallace Thurman), Клода Маккея и Каунти Каллена. Эта группа стала творческим сердцем Гарлемского ренессанса. Во время своего пребывания в Нью-Йорке в 1920-х годах Уэст выиграла множество писательских конкурсов своими рассказами.

### Путешествия по России
В 1931 году Дороти Уэст и 21 другой афроамериканский интеллектуал, такие как Лэнгстон Хьюз, Генри Ли Мун и Луиза Томпсон Паттерсон, начали работу над советским кинопроектом о расовой дискриминации в США, который назывался «Чёрные и белые». Фильм был проектом советско-германской киностудии «Межрабпомфильм». Студия платила участникам группы 400 рублей в месяц, что считалось хорошим заработком по тем временам. Однако участники считали, что со сценарием фильма возникли проблемы; группа Уэст критиковала многие аспекты фильма как неправдоподобно отражающие расовые конфликты в Америке и пыталась улучшить эти аспекты фильма. По рекомендации Политбюро «Чёрные и белые» не был закончен.
Уэст оставалась в России с Лэнгстоном Хьюзом ещё один год; она вернулась в США из-за смерти отца. О своём пребывании в России Уэст сказала: «Тот год в России был самым беззаботным годом в моей жизни». Хотя её собственные взгляды на коммунизм не известны, поездка в Россию оказала большое влияние на творческую жизнь Уэст. Позже она написала «Комнату на Красной площади» (Room In Red Square ), «Приключение в Москве» (An Adventure in Moscow) и «Русскую переписку» (Russian Correspondence) об этом периоде своей жизни.

### Поздние работы
Дороти Уэст основала литературный журнал Challenge в 1934 году, пытаясь возродить творческую энергию Гарлемского ренессанса; проект потерпел неудачу по финансовым причинам, как и его преемник New Challenge в 1937 году.
Она вернулась в Массачусетс в 1947-м году, а в следующем году опубликовала свой первый роман «Жить легко» (The Living Is Easy), который заслужил похвалу критиков, но плохо продавался. Многие десятилетия она работала журналистом на острове Мартас-Винъярд. Она также продолжала писать рассказы и воспоминания, в том числе, сочинения о России.
В 1980-е годы новое феминистское движение привлекло внимание к её предыдущим работам. Многие из её старых произведений были либо повторно опубликованы в новых сборниках, либо опубликованы в первый раз. После возрождения популярности в 1995 году она опубликовала свой второй роман «Свадьба» (The Wedding). Этот роман получил много похвал и стал бестселлером. В 1998-м году Опра Уинфри сняла телефильм по этому роману.
Дороти Уэст умерла 16 августа 1998 года в Бостоне, штат Массачусетс. Ей был 91 год, и она была одной из последних выживших представителей эпохи Гарлемского ренессанса.